# Кирос, Арон
Аарон Факундо Кирос (исп. Aaron Facundo Quirós; род. 31 октября 2001, Монте-Гранде, Буэнос-Айрес) — аргентинский футболист, защитник клуба «Велес Сарсфилд».

## Клубная карьера
Кирос — воспитанник клуба Банфилд. 11 апреля 2021 года в мате против «Росарио Сентраль» он дебютировал в аргентинской Примере. В 2022 году в поединке против «Колона» Аарон забил свой первый гол за «Банфилд». Летом 2024 года Кирос перешёл в «Велес Сарсфилд».